# Mambesak
Mambesak ('Pájaro Radiante ") fue un grupo musical de folk Indonesia originarios de Papúa Occidental, formada en 1978 en la Universidad Cenderawasih. Mambesak entre sus canciones ha inspirado sobre las situaciones y preocupaciones políticas (por ejemplo, la oposición a los problemas ambientales relacionados con la industria minera), y en 1984 la figura principal del grupo de Arnold Ap fue asesinado por el ejército indonesio en 1984. Mambesak inspiró la formación de grupos musicales similares de su natal Papúa.